# 斯马伦贡县
斯马伦贡县隶属于印度尼西亚北苏门答腊省。该县以前的治所是 先达市 ，但1986年先达市变成一个独立的城市。目前该县新治所是拉雅（ Raya ）。斯马伦贡县面积为4,372.5平方公里，2010 年人口普查数据为817,720人；在2020年的人口普查数据上升至990,246人，其中男性497,314人、女性492,932人； 2022年中官方估计人口已达1,021,615人。 

## 文化方面
Dayang Bandir 和 Sandean Raja 斯马伦贡人 广为流传的民间故事。
1. ↑  Seta,William J. . Pustaka Widyatama. : 9  [2023-08-15]. ISBN 979-610-232-3. （原始内容存档于2023-05-31）.
2. ↑  Badan Pusat Statistik, Jakarta, 2021.
3. ↑  Badan Pusat Statistik, Jakarta, 2023.